# Eschenlohe
Eschenlohe – miejscowość i gmina w Niemczech, w kraju związkowym Bawaria, w rejencji Górna Bawaria, w regionie Oberland, w powiecie Garmisch-Partenkirchen, wchodzi w skład wspólnoty administracyjnej Ohlstadt. Leży około 15 km na północny wschód od Garmisch-Partenkirchen, nad rzeką Loisach, przy autostradzie A95, drodze B2 i linii kolejowej Monachium – Innsbruck.

## Demografia
| Rok  | Liczba mieszk. |
| ---- | -------------- |
| 1970 | 1 351          |
| 1987 | 1 391          |
| 2000 | 1 611          |
| 2005 | 1 633          |

## Struktura wiekowa
Dane o ludności z 31 grudnia 2008:
| Opis                                | Ogółem | Ogółem | Kobiety | Kobiety | Mężczyźni | Mężczyźni |
| ----------------------------------- | ------ | ------ | ------- | ------- | --------- | --------- |
| Jednostka                           | osób   | %      | osób    | %       | osób      | %         |
| Populacja                           | 1575   | 100    | 840     | 53,33   | 735       | 46,67     |
| Wiek przedprodukcyjny (0–17 lat)    | 289    | 18,35  | 153     | 9,71    | 136       | 8,63      |
| Wiek produkcyjny (18–65 lat)        | 932    | 59,17  | 482     | 30,6    | 450       | 28,57     |
| Wiek poprodukcyjny (powyżej 65 lat) | 354    | 22,48  | 205     | 13,02   | 149       | 9,46      |

## Polityka
Wójtem gminy jest Anton Kölbl z CSU/ZE, rada gminy składa się z 12 osób.
|      | CSU | CSU/ZE | SPD | FW | BP | Razem |
| 2008 | -   | 6      | 1   | 3  | 2  | 12    |
| 2002 | 5   | -      | 3   | 4  | -  | 12    |

## Oświata
W gminie znajduje się przedszkole (50 miejsc) oraz szkoła (5 nauczycieli, 69 uczniów).